# Tetragnatha tanigawai
Tetragnatha tanigawai là một loài nhện trong họ Tetragnathidae.
Loài này thuộc chi Tetragnatha. Tetragnatha tanigawai được miêu tả năm 1988 bởi Okuma.

## Hình ảnh

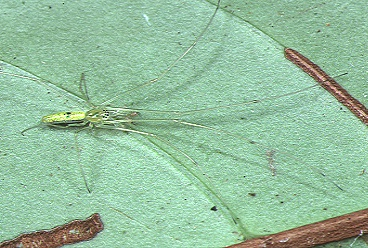
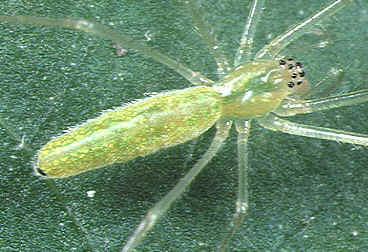
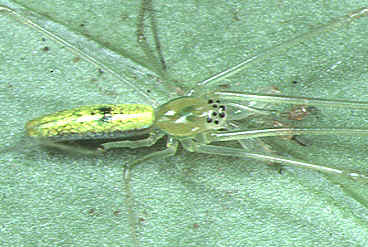